# جورج بالدوين (لاعب كريكت)
جورج بالدوين (3 أبريل 1878 بنورثامبتون في المملكة المتحدة - 15 مايو 1970 في المملكة المتحدة) (بالإنجليزية: George Baldwin)‏ هو لاعب كريكت بريطاني (وحمل سابقاً جنسية المملكة المتحدة لبريطانيا العظمى وأيرلندا). لعب مع نادي مقاطعة نورثامبتونشير للكريكت ‏.

## وصلات خارجية
- جورج بالدوين على موقع إي آس بي آن كريك إنفو (الإنجليزية)